# Ghiacciaio Krebs
Il ghiacciaio Krebs (in inglese Krebs Glacier) (64°38′S 61°31′W) è un ghiacciaio situato sulla costa di Danco, nella parte occidentale della Terra di Graham, in Antartide. Il ghiacciaio, il cui punto più alto si trova 950 m s.l.m., fluisce verso ovest fino alla costa della baia di Charlotte.

## Storia
Il ghiacciaio Krebs è stato mappato per la prima volta durante la spedizione belga in Antartide del 1897-99 comandata da Adrien de Gerlache ed è stato così battezzato nel 1960 dal Comitato britannico per i toponimi antartici in onore di Arthur Constantin Krebs, un pioniere dell'aviazione francese che nel 1884, assieme a Charles Renard, costruì il dirigibile La France con cui, lo stesso anno, effettuò il primo volo stabile e interamente controllato su dirigibile.